# 殺害カルトテープシリーズ
殺害カルトテープシリーズ（さつがいかるとてーぷしりーず）はthe CRAZY-SKBが主催する殺害塩化ビニールからリリースされたカセットテープを媒体とした作品群。他では見られない個性的なゲテモノバンドが数多くリリースされ、インディーズシーンに殺害の名前が広く知られるきっかけとなった。全ての作品をクレイジーがプロデュースし、1991年に師匠と仰ぐザ・シークの来日記念に年内20種のリリースを目標として12月に達成。CDでのリリースが中心となった1992年以降もリリースは続けられた。

## 概要
初期の作品は他レーベルからCD化の話も有ったらしいが、限定発売として売ったものだからと断っている。
1992年に公認ファンクラブ「殺害学園」会員限定でオリジナルではカラーだったジャケットがモノクロに変更され、1991年にリリースされた全19本が再発された。また、お蔵入りとなっていたデジタルバイブレーターズの2ndも会員限定で同時発売となった。
1993年にはカルトテープシリーズのビデオ版とも言える殺害カルトビデオシリーズがリリースされた。
1996年に創刊された『殺害クルクルパーマニアックマガジン 殺害菌マグニチュード666』の年間定期購読特典として1991年にリリースされた19本と、1992年の8本から一部ずつが収録されたCD『伝説のカルトテープ91～92デッドサンプラーCD』が貰えた。

## 作品リスト
| 型番          | アーティスト 『タイトル』                                                | 発売日     | 生産 本数 | 価格   | 備考 |
| 殺害91カテ000 | 猛毒 『座頭市・リミックス』                                              | 1991/9/1   | 30        | 非売品 | 1991年9月1日 渋谷La.mamaのライブで無料配布されたもの。                                                                             |
| 殺害91カテ001 | ブタコケシ 『発狂原爆ストリーキング』                                    | 1991/5/18  | 100       | 500    | 猛毒の変名ユニットで曲はTHE STALINの替え歌。                                                                                       |
| 殺害91カテ002 | デジタルバイブレーターズ 『ディストラクション&アカポリス』               | 1991/5/18  | 100       | 500    | |
| 殺害91カテ003 | フィリップ君 『JIM MACHINE PHILIP』                                      | 1991/7/13  | 100       | 500    | 後にモダンチョキチョキズのメンバーとしてメジャーデビュー。                                                                         |
| 殺害91カテ004 | 大阪もみあげランナーズ/ジャックズ 『大阪もみあげランナーズVSジャックズ』 | 1991/8/7   | 100       | 500    | 大阪もみあげランナーズの婦人服は後にマンタガスに参加。ジャックズはジャックスのカバーバンド。                                       |
| 殺害91カテ005 | 湘南死<DEATH>吐路嫌'S 『七花八裂』                                       | 1991/9/16  | 100       | 500    | クレイジーと嘔吐処女団のけいによるツインボーカルバンド。                                                                           |
| 殺害91カテ006 | 地獄の門（林浩史） 『平成猫また伝』                                      | 1991/9/16  | 100       | 500    | デス声で歌うフォークソング。京都の某女子校教師らしい。                                                                             |
| 殺害91カテ007 | 糞味噌 『くそみそ2』                                                     | 1991/9/16  | 100       | 500    | |
| 殺害91カテ008 | ランボルギーニ稗HATA 『スイマー』                                        | 1991/9/16  | 100       | 500    | ランボルギーニ稗HATA with 消毒のドラムだったキラーフラワーショーは後にQP-CRAZYに加入。                                             |
| 殺害91カテ009 | HEAD WASHER 『FOUR DIENCE MURDER（四次元空間殺人）』                     | 1991/11/1  | 250       | 800    | 4 DIENCE MURDERの前身バンド。アルバム用にリリース予定だったテイク＋ライブ音源。                                                    |
| 殺害91カテ010 | スマイル￥0青木 『悲しみのジェネレーション』                             | 1991/11/8  | 100       | 500    | |
| 殺害91カテ011 | スラッシュ55号 『カラオケ天国』                                          | 1991/11/8  | 100       | 500    | スラッシュ欽一とスラッシュ二郎によるデスカラオケユニット                                                                           |
| 殺害91カテ012 | ゴリライモ 『イモイモマスター』                                          | 1991/11/8  | 100       | 500    | 「下町最後のヘヴィメタルバンド」ゴリライモの初音源。ギターはハイテクノロジー・スーサイドのプロレタリアート本間。                   |
| 殺害91カテ013 | 毒チンコ 『どくちんこ2』                                                 | 1991/11/8  | 100       | 500    | |
| 殺害91カテ014 | 四日市ぜんそく/猛毒 『四日市ぜんそくVS猛毒'85』                          | 1991/12/21 | 100       | 500    | 「公害パンク」四日市ぜんそくと1985年録音の初期猛毒のスタジオテイク。                                                               |
| 殺害91カテ015 | 恐悪狂人団 『ボツテイク集』                                              | 1991/12/21 | 100       | 500    | 『NO!』のボツテイクと88年のライブ音源などを収録。ジャケット画は石塚まゆら。                                                        |
| 殺害91カテ016 | ケンスギサキ 『ライブセッション』                                        | 1991/12/21 | 100       | 500    | クレイジーが京都時代に活動していた殺倶の元メンバーで、その後モダンチョキチョキズに加入。                                           |
| 殺害91カテ017 | 大阪もみあげランナーズ/ラ・ブーム 『大阪もみあげランナーズVSラ・ブーム』 | 1991/12/30 | 100       | 500    | |
| 殺害91カテ018 | 血祭義兄弟 『LIVE AT 92.8/15』                                           | 1992/11/1  | 100       | 500    | フジヤマの店長渡辺がボーカルのバンド。1992年8月15日 渋谷La.mamaでの音源。                                                          |
| 殺害91カテ019 | 僧範堀尾 『僧範堀尾のありがたいテープ』                                  | 1991/12/30 | 100       | 500    | ありぢごくのギターで臨済宗のお坊さんである堀尾氏のお経と若き日のバンド演奏。                                                       |
| 殺害91カテ020 | ザ・エンバン 『しょっかく』                                              | 1991/12/30 | 100       | 500    | 謎の宇宙人ユニット（正体は山本精一）。初回5本のみエンドレステープで発売された。                                                    |
| 殺害92カテ021 | はなとゆめ 『このヤリ場無き性春』                                        | 1992/4/25  | 50        | 500    | 毒餌の佐々木による別ユニット。 |
| 殺害92カテ022 | 猛毒 『寄席若竹の奇蹟』                                                  | 1992/11/1  | 100       | 800    | 『これで終りだと思ったら大間違いだ!』のアウトテイク集。                                                                            |
| 殺害92カテ023 | はなとゆめ 『あなたとわたしとはなとゆめ』                                | 1992/11/1  | 100       | 500    | |
| 殺害92カテ024 | 四日市ぜんそく 『人間扇風機』                                            | 1992/11/1  | 100       | 500    | |
| 殺害92カテ026 | 嘔吐処女団 『おしえてあげる』                                            | 1992/11/1  | 100       | 500    | 新メンバーによるデモ音源。 |
| 殺害92カテ027 | もおづま 『世界の料理SHOW!』                                             | 1992/12/1  | 50        | 500    | 60分テープの片面のみに収録されている。ギターのMANABUはKNUCKLES/BOOTeD COCKS/V.S.HONOUR/現NORTH MAN NOSEでドラムを叩いている        |
| 殺害92カテ028 | デカマラ 『そそり立つ巨根』                                              | 1992/12/1  | 50        | 500    | |
| 殺害93カテ029 | スラッシュ55号 『スラッシュ55号全曲集』                                  | 1993/4/10  | 800       | 1000   | |
| 殺害93カテ030 | はなとゆめ 『詩人の痔』                                                  | 1993/5/1   | 100       | 500    | |
| 殺害93カテ031 | AIDS 『おいし～い』                                                      | 1993/7/18  | 50        | 800    | EP『みそっこ餅』とセットで発売された。                                                                                             |
| 殺害94カテ032 | てらさん 『バディ・スラム』                                              | 1994/11/13 | 100       | 1000   | 殺害のローディーてらさんの1stカセット＋写真集。                                                                                    |
| 殺害94カテ033 | AIDS 『海っ子そだち』                                                    | 1994/12/1  | 50        | 1000   | |
| 殺害94カテ034 | 猛毒 『ラード』                                                          | 1994/12/4  | 50        | 非売品 | 1994年12月4日 善行STUDIO Zで行われた「第1回 猛毒ファン感謝デー」にて配布。                                                         |
| 殺害95カテ035 | 猛毒 『別所』                                                            | 1995/2/19  | 500       | 非売品 | 『アイアンシーク』に収録されている曲の別ミックス。ライブなどで配布され、一部にはジャケットの別所毅彦の眉毛が立体仕様のものも有る。 |
| 殺害96カテ036 | マンタガス 『鬼神（ホーチウィン）』                                      | 1996/4/21  | 600       | 800    | 2007年にこの中から一部の曲がリマスタリングされ未発表曲を加えてCD化された。                                                         |
| 殺害96カテ037 | 無恥鞭アナゴ 『ねぼけナマコ』                                            | 1996/9/21  | 500       | 800    | 「平成のイモ欽テクノ」無恥鞭アナゴの殺害デビュー作。初回仕様は発泡スチロールにラップがけ。                                         |
| 殺害00カテ038 | QP-CRAZY 『黒板伝説』                                                    | 2000/9/23  | 19        | 5000   | 北の国からの黒板五郎を歌った2曲入りシングルカセット。田中邦衛の顔がプリントされたTシャツ付。                                       |
| 殺害03カテ039 | ザ・マッドエース 『my JECTER』                                           | 2003/?/?   | 500       | 800    | THE DIGITAL CITY JUNKIESの前身バンドであるザ・マッドエースのデモテープ。                                                           |

※『ねぼけナマコ』の好評を経て、無恥鞭アナゴが4本完結デモテープシリーズとしてあと3本リリース予定だったが、諸事情により発売中止となった。

### カルトテープシリーズ以前のリリース
| 型番     | アーティスト 『タイトル』                | 発売日    | 生産 本数 | 価格 | 備考                                                                               |
| 番号なし | 蟻地獄 『デモテープ』                    | 1988/7/?  | 100       | 500  | ありぢごくに改名する前に出したデモテープ。殺害塩化ビニールの初リリース作品。       |
| 殺C2     | かさ地蔵/地獄の門 『カップリングテープ』 | 1988/10/? | 80        | 500  | デスフォークとバカフォークのカップリング。                                         |
| 殺C2     | 猛毒 『グレイト猛毒ヒッツ』              | 1989/5/?  | 30        | 800  | A面スタジオレコーディング、B面ライブ音源による初期猛毒ベスト。1993年にCD化された。 |

※猛毒人気と内容の充実さから『グレイト猛毒ヒッツ』は一部の中古ショップで海賊版が横行した。

### 「殺害学園」会員限定リリース
| 型番                            | アーティスト 『タイトル』                       | 発売日    | 生産 本数 | 価格 | 備考                                                                        |
| 番号なし                        | デジタルバイブレーターズ 『シモンデスラッシュ』 | 1992/11/? | ?         | 500  | お蔵入りとなっていた2nd。後にクレイジーSKB名義でフジヤマから再発された。    |
| 殺害学園 オリジナルカセットNo.1 | 猛毒（the CRAZY-SKBの猛毒ごっこ）/HEAD WASHER   | 1993/?/?  | ?         | 500  | 1991年9月1日 渋谷La.mamaと1991年5月25日 三軒茶屋HEAVEN'S DOORのライブ音源。 |
| 殺害学園 オリジナルカセットNo.2 | スラッシュ55号/湘南死<DEATH>吐路嫌'S            | 1993/?/?  | ?         | 500  | 1992年3月14日と8月15日 渋谷La.mamaのライブ音源。                            |
| 殺害学園 オリジナルカセットNo.3 | 恐悪狂人団                                      | 1993/?/?  | ?         | 500  | 1992年8月15日 渋谷La.mamaと1993年4月4日 岡山PEPPERLANDのライブ音源。        |